# Guinea forestale

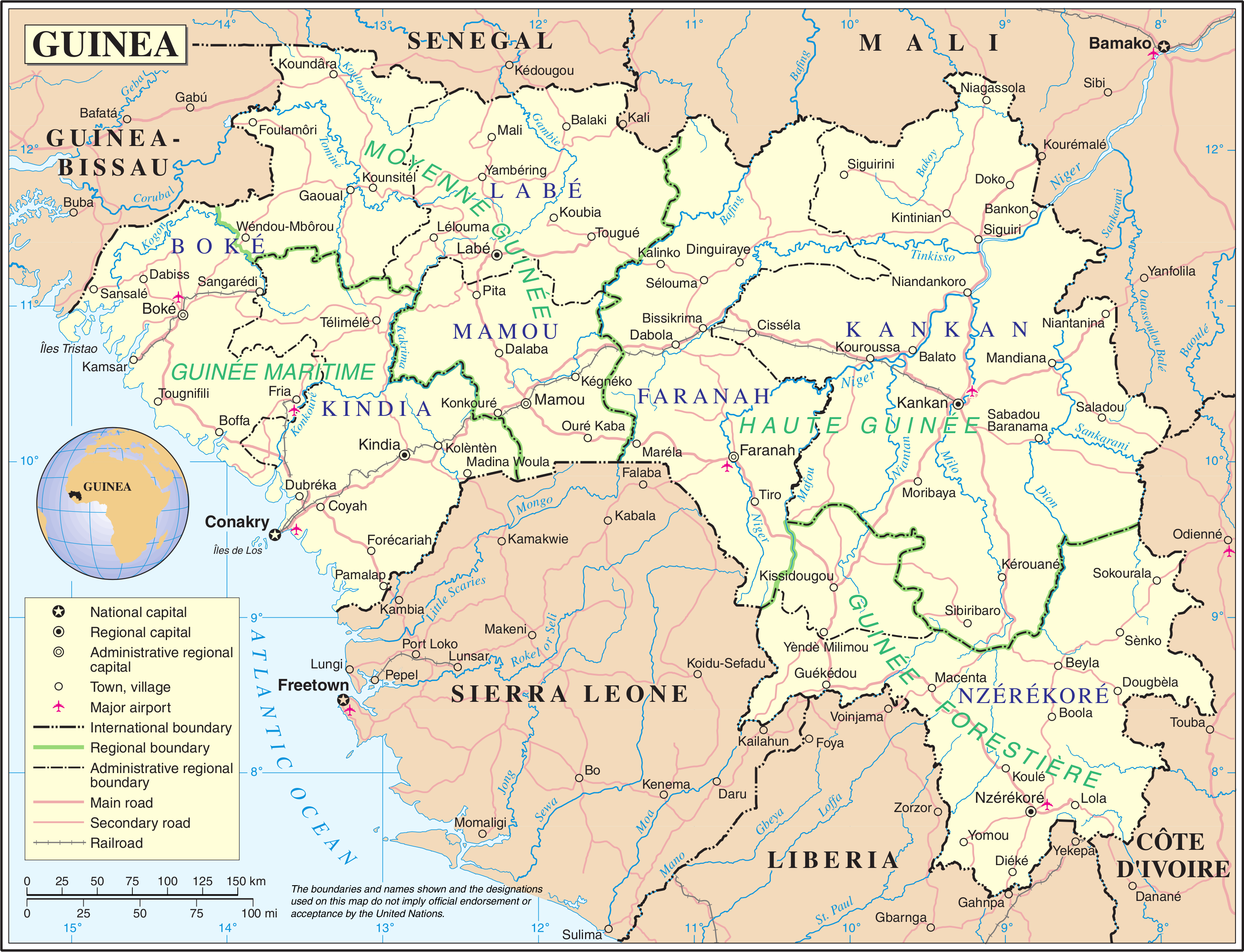
Suddivisione regionale della Guinea.

La Guinea forestale o Guinea delle foreste è una regione forestale e montuosa situata nella zona sudorientale della Guinea, nell'Africa occidentale, e che si estende verso nordest fino alla confinante Sierra Leone. È una delle quattro regioni naturali in cui è suddivisa la Guinea e si estende sul 23% della superficie del paese. Comprende la Regione di Nzérékoré.

## Demografia
La Guinea forestale ha una popolazione composta da etnie diverse, come i Loma e i Lissi, e inoltre accoglie un grande numero di rifugiati che scappano dalle guerre civili in corso in Sierra Leone, in Liberia e in Costa d'Avorio.
La città più importante di questa regione è Nzérékoré. Sia il precedente Presidente Moussa Dadis Camara e il Primo Ministro Jean-Marie Doré erano originari di questa regione.

## Ambiente
Sia la flora che la fauna di questa regione sono molto ricche. La Riserva naturale integrale del Monte Nimba si estende per il 70% nel territorio della Guinea forestale, mentre la parte rimanente si trova in Costa d'Avorio. La riserva è considerata Patrimonio dell'umanità dall'UNESCO e include una parte significativa del Monte Nimba, un'area geografica unica con oltre 200 specie endemiche e una ricca fauna che include le antilopi cefalofi, grandi felini come il leone e il leopardo, lo zibetto e due specie vivipare di rospi.
La riserva della biosfera del massiccio dello Ziama accoglie oltre 1300 specie di piante e più di 500 specie animali. Nella catena del Simandou e nel Monte Nimba si trovano depositi di ferro con una qualità tra le più alte conosciute al mondo (contenuto di ferro stimato tra il 66 e il 68%). In un paese povero come la Guinea, l'estrazione mineraria è un'importante fonte di entrate, anche se pone a rischio l'ambiente naturale e la biodiversità.